# Tajgakulfluga
Tajgakulfluga (Acrocera orbiculus) är en tvåvingeart som först beskrevs av Fabricius 1787.  Tajgakulfluga ingår i släktet Acrocera, och familjen kulflugor. Enligt den finländska rödlistan är arten nära hotad i Finland. Arten är reproducerande i Sverige. Artens livsmiljö är torra gräsmarker.